# Ігнатій з Ла Гардії
Святе немовля Ігнатій з Ла Гардії (ісп. Nino de La Guardia, пом. 1491) - вигадана жертва ритуального вбивства в місті Ла Гардії в центральній Іспанській провінції Толедо, (Кастилія-Ла-Манча) з метою репресувати євреїв. 16 листопада 1491 року було проведене аутодафе (публічну страту осуджених) за межами Авіли. Було страчено дев'ять осіб; три юдеї, Юсеф Франко, Каліфорнія Франко та Мойсей Абенаміас і шість маранів: Алонансо, Лопе, Гарсія і Хуан Франко, Хуан де Оканья і Беніто Гарсіа, які зізналися у скоєному злочині під тортурами.

## Передісторія
Під час середньовіччя були часті заяви про ритуальне вбивство, висунуті проти євреїв. Немає жодних доказів, що будь-яке з цих вбивств або пов'язаних з ними злочинів взагалі мало якесь відношення до євреїв. Звинувачення і наступні покарання обвинувачених осіб, це приклади антисемітизму. Антисемітизм допомагав владі вивернути увагу вид реальних проблем у суспільстві, злочинів церковної влади, пограбування владою свого народу.

## Життєпис